# Aneury Rodríguez
Aneury Rodríguez (nacido el 13 de diciembre de 1987 en Higüey) es un exlanzador dominicano de Grandes Ligas que jugó para los Astros de Houston y los Samsung Lions de la KBO.
Rodríguez firmó con los Rockies de Colorado como agente libre internacional en 2005. Fue canjeado a los Rays de Tampa Bay por Jason Hammel en 2009. Después de la temporada 2010, Rodríguez fue seleccionado en la Regla 5 por los Astros.